# Thomas Parnell (fisico)
Thomas Parnell (5 luglio 1881 – 1º settembre 1948) è stato un fisico australiano, primo professore di fisica all'Università del Queensland. Ha iniziato qui il famoso esperimento della goccia di pece.

## Formazione scolastica
Thomas Parnell nacque nel West Haddon, nel Northamptonshire, in Inghilterra, e morì a Indooroopilly a Brisbane, Australia. Studiò al St. John's College, a Cambridge, dopo aver vinto una borsa di studio, e conseguì la laurea nel 1903. Conseguì il master a Cambridge nel 1908.

## Carriera
Assunse una posizione di tutoraggio presso il Trinity College, presso l'Università di Melbourne, tra il 1904 e il 1911, con la speranza che gli avrebbe permesso di avere il tempo di proseguire le ricerche, e quindi fare domanda per una posizione di Fellowship a Cambridge. Tuttavia i suoi doveri di insegnante in fisica, matematica e chimica erano così numerosi che non ebbe mai avuto il tempo di dedicarsi alla ricerca. Scelse di trasferirsi a Brisbane con la sua amica e futura moglie Hermiene Ulrich, anch'ella docente presso la nuova Università del Queensland. Insegnò fisica all'Università del Queensland tra il 1911 e il 1918, e fu professore tra il 1919 e il 1948.
Si arruolò nella prima guerra mondiale come privato nella Forza imperiale australiana nel 1917, dopo essere stato nei Volontari in Inghilterra. Servì come artigliere, spesso sotto gli ordini dei suoi ex studenti. Rimborsò la sua retribuzione in eccesso durante la guerra, di nuovo all'università, per aiutare gli ex militari a pianificare gli studi. Sua moglie, Hermiene, tornò a svolgere attività di docenza durante la prima guerra mondiale, per aiutare l'Università.
Nel 1917 iniziò la sua ricerca su un metodo ad alta precisione per misurare l'induttanza. Nel 1922 prese parte a una spedizione a Goondiwindi per assistere a un'eclissi solare totale e testare la teoria della relatività di Einstein in questo contesto. Nel 1927 iniziò un affascinante esperimento per consentire l'osservazione a lungo termine del comportamento di materiale noto per avere un coefficiente di viscosità estremamente elevato. Iniziò così il suo ormai famoso esperimento della goccia di pece che, contro ogni previsione, è stato attentamente preservato dalla UQ Physics fino ai giorni nostri.
Sotto la sua guida, il dipartimento di fisica sviluppò un utile ruolo di servizio, sia nel fornire una base scientifica per i servizi di radiografia e radio del sistema ospedaliero del Queensland, sia nella creazione di un laboratorio sul radon. Durante la seconda guerra mondiale organizzò una stazione di radiodiffusione per il Radio Research Board, che aiutò con le comunicazioni radio a onde corte.
Non fu mai in grado di tornare alla ricerca a tempo pieno, gravato dai suoi numerosi ruoli all'università. Fu preside (1919-1923) e decano (1928-1931 e 1935) della Facoltà di Scienze, membro (1932-1935, 1938-1944) del Senato e presidente (1938-1944) del Consiglio dei professori. Fu coinvolto nelle lunghe trattative che portarono alla creazione (1933) di una scuola di massaggio e all'introduzione (1937) di un diploma in fisioterapia. Nel 1935 fu membro del comitato di pianificazione per la facoltà di medicina e di una delegazione al governo del Queensland che portò alla creazione di una facoltà separata di odontoiatria.
Mentre era presidente del collegio dei professori, rappresentava l'università nel comitato dei vicecancellieri australiano. Fu presidente della Royal Society of Queensland (1928-1929). Nella seconda guerra mondiale fu membro del Radio Research Board, del Queensland Cancer Trust, e del consiglio dei visitatori del Commonwealth Solar Observatory, Mount Stromlo, Australian Capital Territory.
Morì di insufficienza cardiorenale ipertensiva il 1º settembre 1948 a Indooroopilly, in Australia, e fu cremato.

## Eredità
Un grande edificio di fronte alla Grande Corte porta il suo nome: l'edificio Parnell. La biblioteca del dipartimento di fisica che aveva aiutato a fondare fu chiamata Parnell Memorial Library nel 1948 e fu infine assorbita dalla Dorothy Hill Engineering and Sciences Library presso UQ nel 1997.
Nel 1974 il figlio Thomas Meredith divenne professore di ingegneria elettrica all'Università del Queensland.
Nell'ottobre 2005 gli fu assegnato postumo il premio Ig Nobel per la fisica per l'esperimento della goccia di pece, insieme all'allora custode dell'esperimento, John Mainstone.